# Grčac
Grčac (serbocroata cirílico: Грчац) es un pueblo de Serbia perteneciente al municipio de Smederevska Palanka en el distrito de Podunavlje del centro del país.
En 2011 tenía 1106 habitantes. Casi todos los habitantes son étnicamente serbios.
Está construido en el entorno del sitio arqueológico de Medvednjak, uno de los principales yacimientos de la cultura de Vinča. El pueblo fue fundado en 1948 mediante la agrupación administrativa de un conjunto de casas de campo, hasta entonces pertenecientes al territorio del cercano pueblo de Azanja. A pesar de superar el millar de habitantes, sigue siendo actualmente un pueblo con una estructura muy dispersa, donde la mayoría de las casas se disponen linealmente a lo largo de cuatro kilómetros de la carretera 109b y junto a algunos caminos secundarios que parten de ella, siendo muy difícil ver una calle del pueblo sin campos de cultivo junto a las casas.
Se ubica en la periferia septentrional de Smederevska Palanka, en la salida de la carretera 109b que lleva a Mihajlovac.